# 建陵县 (秦朝)
建陵县，中国古县名。
秦置。西汉时，为侯国，属东海郡。东汉时并入厚邱县。南北朝时期，北魏废建陵县，东魏时复置，北周时又废。建陵故城在今江苏省新沂市新安镇嶂仓村（原属沭阳）。现一般作为沭阳的代称。